# Hedersleben (Selke)
Hedersleben is een gemeente in de Duitse deelstaat Saksen-Anhalt, en maakt deel uit van de Landkreis Harz.
Hedersleben telt 1.314 inwoners.
Ballenstedt · 
Blankenburg (Harz) · 
Ditfurt · 
Falkenstein/Harz · 
Groß Quenstedt · 
Halberstadt · 
Harsleben · 
Harzgerode · 
Hedersleben · 
Huy · 
Ilsenburg (Harz) · 
Nordharz · 
Oberharz am Brocken · 
Osterwieck · 
Quedlinburg · 
Schwanebeck · 
Selke-Aue · 
Thale · 
Wegeleben · 
Wernigerode